# Aquaplay
Aquaplay é um brinquedo produzido pela Brinquedos Estrela SA que foi popular no mundo todo durante a década de 1980.
Ele consiste de um pequeno recipiente, em plástico transparente, enchido com água e vedado. Um botão (ou dois, de acordo com o modelo) na base acionava um mecanismo, a fim de fazer a tarefa do jogo. As tarefas variavam de acordo com o modelo. Por exemplo, um golfinho que deveria encaixar todas as argolas em um espeto; ou ainda, uma bola de basquetebol que deveria passar dentro da cesta.